# Vincent Robin d'Arba Desborough
Pour les articles homonymes, voir Desborough.
Vincent Robin d'Arba Desborough (1914–1978) est un historien et archéologue britannique.

## Biographie
Desborough est l'auteur de plusieurs ouvrages sur la Grèce antique.

## Publications sélectives
- The Greek Dark Ages[1], London : E. Benn, 1972, 388 p.  (ISBN 0510032613)
- The end of Mycenaean civilization and the Dark Age : the archaeological background, Cambridge : University Press, 1962, 54 p.
- The last Mycenaeans and their successors : an archaeological survey, c. 1200 - c.1000 B.C., Oxford : Clarendon Press, 1964, 288 p.